# Parijs-Roubaix 1952
De 50ste editie van de wielerwedstrijd Parijs-Roubaix werd gereden op 13 april 1952. De wedstrijd was 245km lang. De Belg Rik Van Steenbergen won voor de winnaar van 1950, de Italiaan Fausto Coppi. De derde plaats was voor de Fransman André Mahé. Titelverdediger Antonio Bevilacqua kwam zijn titel niet verdedigen.

## Uitslag
| Plaats  | Naam                | Ploeg               | Tijd     |
| ------- | ------------------- | ------------------- | -------- |
| Winnaar | Rik Van Steenbergen | Mercier-Hutchinson  | 5u50'31" |
| 2       | Fausto Coppi        | Bianchi-Pirelli     | z.t.     |
| 3       | André Mahé          | Terrot-Hutchinson   | +11"     |
| 4       | Ferdinand Kübler    | Tebag               | +57"     |
| 5       | Jacques Dupont      | Dilecta             | z.t.     |
| 6       | Désiré Keteleer     | Garin-Wolber        | +1'04"   |
| 7       | Louison Bobet       | Stella-Huret-Dunlop | +1'23"   |
| 8       | Robert Varnajo      | Gitane              | z.t.     |
| 9       | Loretto Petrucci    | Bianchi-Pirelli     | z.t.     |
| 10      | Antonin Rolland     | Terrot-Hutchinson   | z.t.     |

1896 · 
1897 · 
1898 · 
1899 · 
1900 · 
1901 · 
1902 · 
1903 · 
1904 · 
1905 · 
1906 · 
1907 · 
1908 · 
1909 · 
1910 · 
1911 · 
1912 · 
1913 · 
1914 · 
1915 · 
1916 · 
1917 · 
1918 · 
1919 · 
1920 · 
1921 · 
1922 · 
1923 · 
1924 · 
1925 · 
1926 · 
1927 · 
1928 · 
1929 · 
1930 · 
1931 · 
1932 · 
1933 · 
1934 · 
1935 · 
1936 · 
1937 · 
1938 · 
1939 · 
1940 · 
1941 · 
1942 · 
1943 · 
1944 · 
1945 · 
1946 · 
1947 · 
1948 · 
1949 · 
1950 · 
1951 · 
1952 · 
1953 · 
1954 · 
1955 · 
1956 · 
1957 · 
1958 · 
1959 · 
1960 · 
1961 · 
1962 · 
1963 · 
1964 · 
1965 · 
1966 · 
1967 · 
1968 · 
1969 · 
1970 · 
1971 · 
1972 · 
1973 · 
1974 · 
1975 · 
1976 · 
1977 · 
1978 · 
1979 · 
1980 · 
1981 · 
1982 · 
1983 · 
1984 · 
1985 · 
1986 · 
1987 · 
1988 · 
1989 · 
1990 · 
1991 · 
1992 · 
1993 · 
1994 · 
1995 · 
1996 · 
1997 · 
1998 · 
1999 · 
2000 · 
2001 · 
2002 · 
2003 · 
2004 · 
2005 · 
2006 · 
2007 · 
2008 · 
2009 · 
2010 · 
2011 ·
2012 · 
2013 ·
2014 ·
2015 ·
2016 ·
2017 ·
2018 ·
2019 ·
2020 · 
2021 · 
2022 · 
2023 · 
2024 · 
2025